# Ruth Hollstén
Ruth Hollstén, senare Holm, född 20 november 1874 i Stockholm, död 26 mars 1971, var en svensk konsertsångerska. 
Hon var dotter till Stockholms brandchef Elis Bruno Hollstén och hans hustru Johanna Matilda Ulrika Lagermark. Den 16 juni 1904 gifte hon sig med den norske läkaren Ingebrigt Holm med vilken hon fick barnen Inge Holsten, född 1905 och Ruth Holm, född 1907. 
Ruth Hollstén var elev till Signe Hebbe och Désirée Artôt.